# Normandia

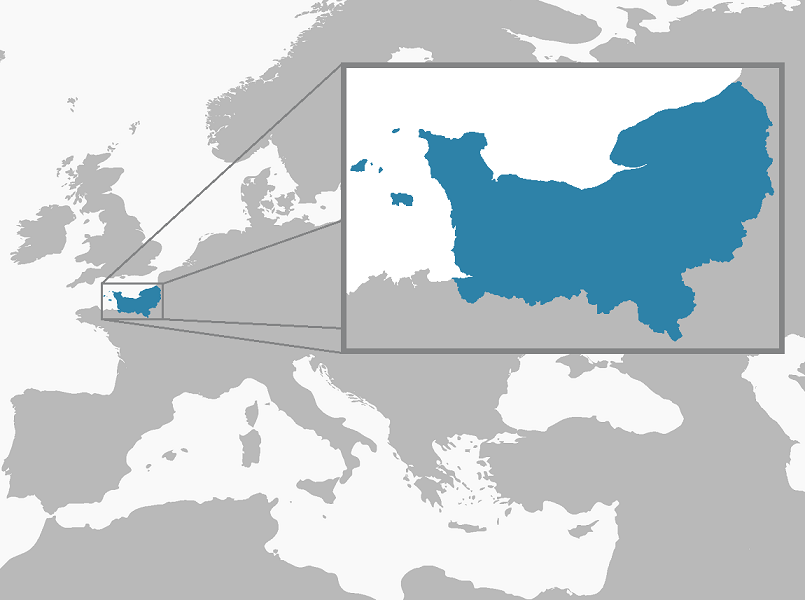
A Normandia no mapa da Europa.

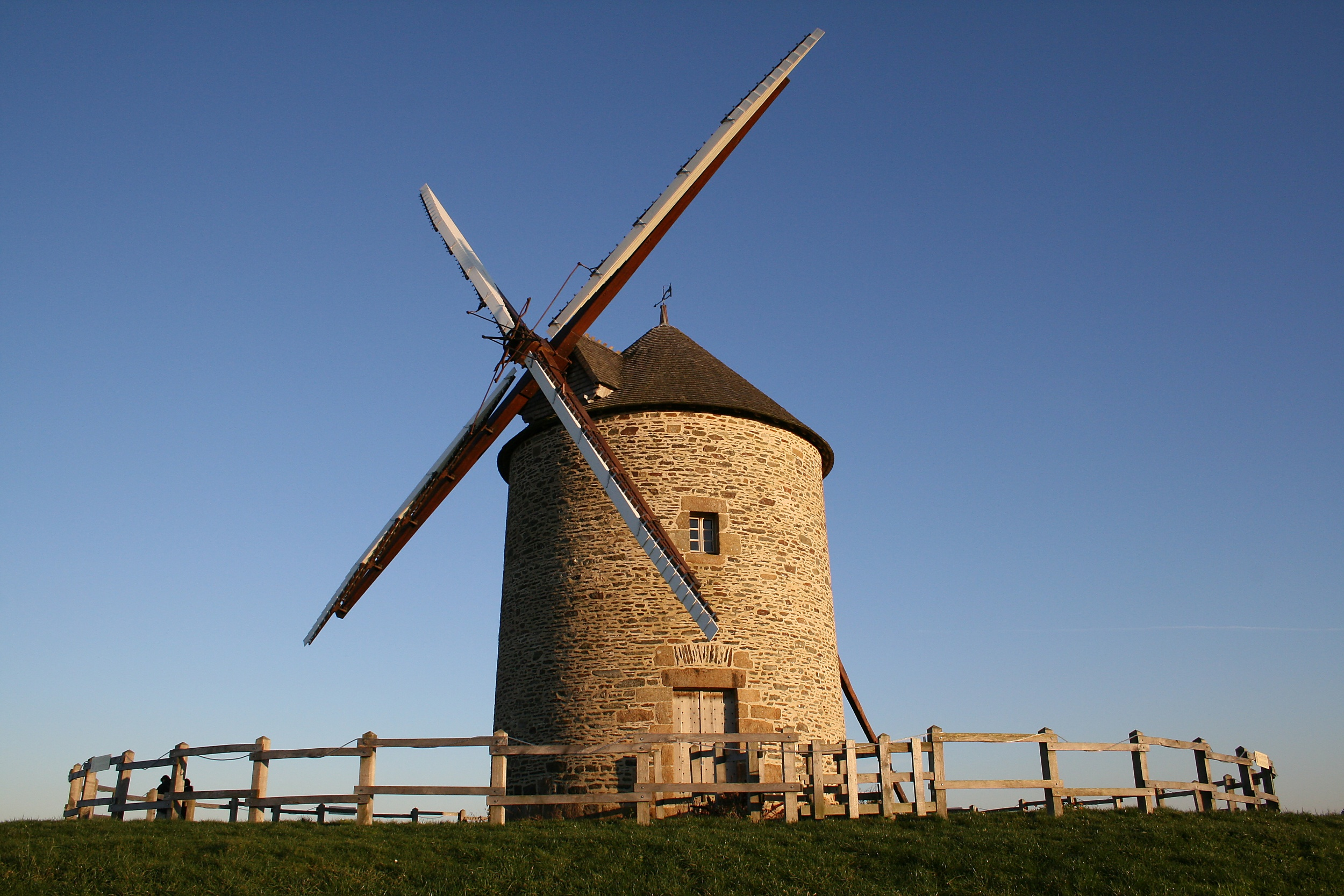
Moinho da Normandia

A Normandia (em francês: Normandie) é uma região histórica do noroeste da França colonizada pelos normandos e que corresponde, de grosso modo, ao antigo Ducado da Normandia. Antigamente divididos em duas regiões administrativas: a Baixa Normandia e a Alta Normandia, os cinco departamentos normandos Calvados, Eure, Manche, Orne e Sena Marítimo são agora unidos em uma só região administrativa que se chama Normandia desde 1 de janeiro de 2016.

## História
Durante a Idade Média, a região foi cedida aos Vikings, numa tentativa do rei Carlos, o Simples — incapaz de abater militarmente os ataques vikings — de chegar a um acordo pelo fim das invasões daquele povo à França.
Durante a Segunda Guerra Mundial (1939-1945) a região foi palco da Batalha da Normandia, durante a qual tropas Aliadas desembarcaram em solo francês, a fim de combater a dominação da Alemanha Nazi.

## Divisão administrativa da Normandia
|  |  |